# Nowe Kramsko (gromada)
Nowe Kramsko – dawna gromada, czyli najmniejsza jednostka podziału terytorialnego Polskiej Rzeczypospolitej Ludowej w latach 1954–1972.
Gromady, z gromadzkimi radami narodowymi (GRN) jako organami władzy najniższego stopnia na wsi, funkcjonowały od reformy reorganizującej administrację wiejską przeprowadzonej jesienią 1954 do momentu ich zniesienia z dniem 1 stycznia 1973, tym samym wypierając organizację gminną w latach 1954–1972.
Gromadę Nowe Kramsko z siedzibą GRN w Nowym Kramsku utworzono – jako jedną z 8759 gromad na obszarze Polski – w powiecie sulechowskim w woj. zielonogórskim na mocy uchwały nr V/23/54 WRN w Zielonej Górze z dnia 5 października 1954. W skład jednostki weszły obszary dotychczasowych gromad Nowe Kramsko, Stare Kramsko i Kolesin ze zniesionej gminy Babimost w tymże powiecie. Dla gromady ustalono 15 członków gromadzkiej rady narodowej.
1 stycznia 1972 do gromady Nowe Kramsko włączono tereny o powierzchni 2752 ha z miasta Babimost w tymże powiecie.
Gromada przetrwała do końca 1972 roku, czyli do kolejnej reformy gminnej.